# タンザニアの国章
タンザニアの国章（タンザニアのこくしょう）は、南部アフリカの国、タンザニア連合共和国の国章。1961年にタンガニーカが独立した際に制定された国章の影響を受けている。
国章の中央には盾が描かれており、盾はさらに上下に4つの部分に分かれている。最上部には国土が有する鉱物を表して金色に塗られており、その中に自由、啓発、知識を意味する松明が描かれている。2段目にはタンザニアの国旗が描かれている。3段目はアフリカの豊かな土壌を象徴して赤に染められている。また、最下段にある青と白の波型模様は、国の陸、海、湖および海岸線を示している。
盾の前方にある槍は自由を守ることを表し、交わるように配置された斧と鍬は、タンザニアの人々が国の発展に使う道具を象徴している。
これらの盾などはキリマンジャロの上に描かれている。また盾の両側にある象牙は、男女によって支えられている。左側にいる男性の足元にはクローブが、右側の女性の足元にはワタがそれぞれ描かれ、協力を表している。
国章の最下部には、スワヒリ語で国の標語「Uhuru na Umoja（自由と統一）」が書かれている。

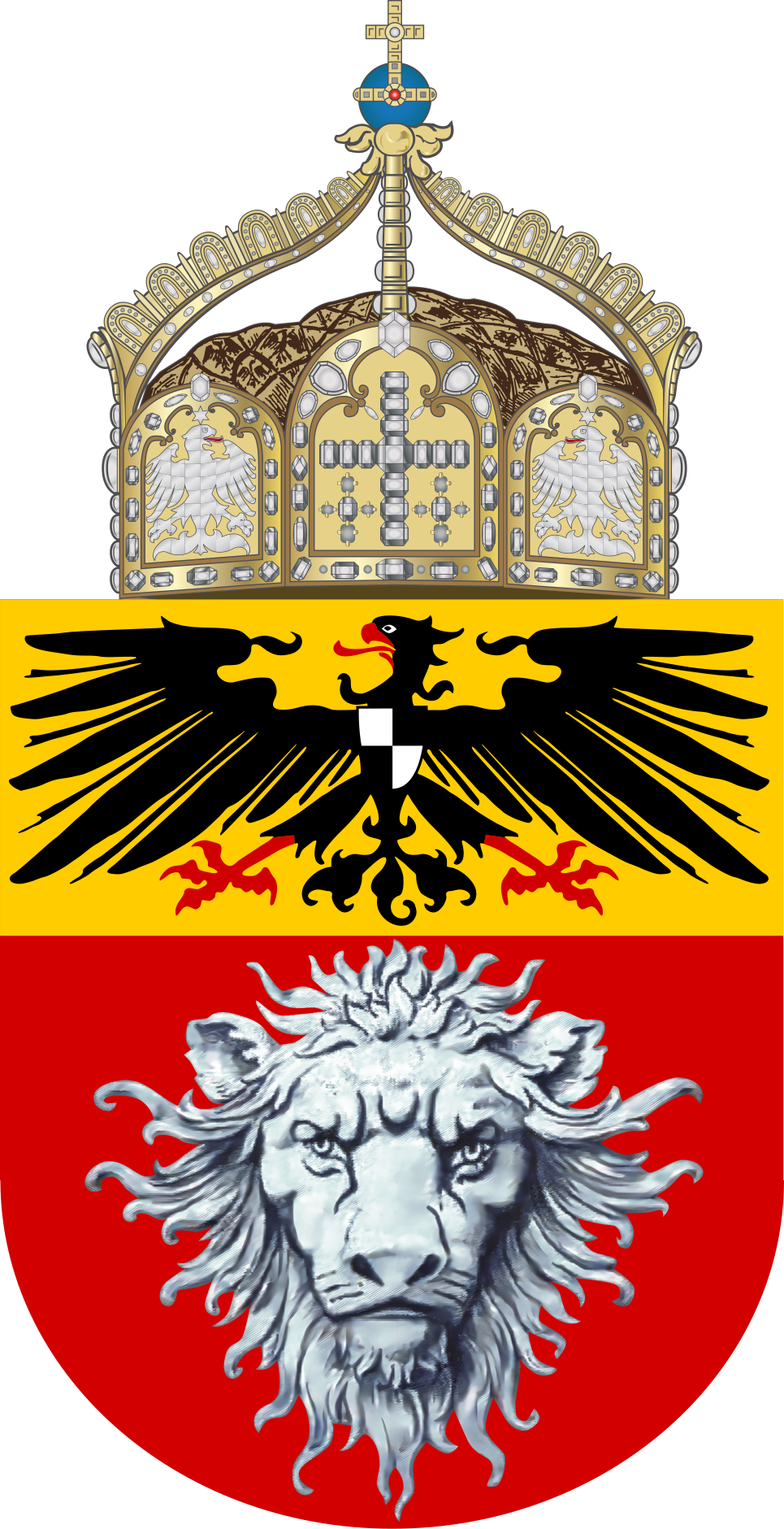
ドイツ領東アフリカの紋章（1914年傾）
タンガニーカの紋章（1961年 - 1964年）